# Ajatar
En la mitología finlandesa, Ajatar (también deletreado Aiatar, Ajattaro o Ajattara) es un espíritu conocido como "El diablo de los bosques". Se trata de un espíritu maligno femenino que se manifiesta como una serpiente o un dragón. Se dice que es la madre del diablo. Propaga la enfermedad y la peste, cualquiera que la mira se enferma, y amamanta serpientes. Está relacionado con el Aitvaras lituano y el estonio Ai, Äijo o Äijattar. Ella es en cierto modo similar a la babilónica Tiamat, la madre de los dioses y diosas.
La palabra "ajatar" es, posiblemente, derivada del verbo ajattaa, "hacer seguir", de la palabra finlandesa ajaa, "perseguir" (también: "la unidad").